# Замръзналото кралство 2
„Замръзналото кралство 2“ (на английски: Frozen 2) е американски компютърна анимация от 2019 г., продуциран от Уолт Дисни Анимейшън Студиос, това е 58-ият анимационен филм, продуциран от студиото, и е продължение на „Замръзналото кралство“ от 2013 г. Режисиран е от Крис Бък и Дженифър Лий (която също е сценарист на филма), продуциран е от Питър Дел Вечо, във филма участват Кристен Бел, Идина Мензел, Джош Гад и Джонатан Гроф. Три години след събитията от първия филм, Елза, Анна, Кристоф, Олаф и Свен тръгват на пътешествие отвъд царството си Арендел, за да открият произхода на магическите сили на Елза и да спасят тяхното царство.
Премиерата на филма е във Лос Анджелис на 7 ноември 2019 г. и е пуснат по кината във Съединените щати на 22 ноември. Филмът получи предимно положителни отзиви от критици, които възхваляват анимацията му, визуалните ефекти, музикални и вокални изпълнения. Той е събрал 1.450 милиарда долара в световен мащаб, той е и вторият най-печеливш анимационен филм на всички времена и третият най-печеливш филм от 2019 г., както и 10-ият най-печеливш филм на всички времена.

## Актьорски състав
- Кристен Бел – Ана, принцеса на Арендел и по-млада сестра на Елза.
- Идина Мензел – Елза, кралица на Арендел и сестра на Ана.
- Джош Гад – Олаф, жив снежен човек, създаден от магията на Елза.
- Джонатан Гроф – Кристоф, съпруг на Ана.
- Стърлинг Браун – Матиас, водач на група войници от Арендел, които попадат в капана на магическа гора за 30 години.
- Евън Рейчъл Уд – Айдуна, майка на Елза и Ана и съпруга на Агнар.
- Алфред Молина – Агнар, баща на Елза и Ана и съпруг на Айдуна.
- Марта Плимтън – Йелена
- Джейсън Ритър – Райдър
- Киърън Хайндс – Дядо Паби
- Алън Тюдик – Водачът на Нортулдра
- Джеръми Систо – Рунеард

## Възприемане

### Приходи
Към 27 януари 2019 г. Замръзналото кралство 2 е събрал 470 милиона долара в Съединените щати и Канада и 949 милиона долара в други територии за общо 1,419 милиарда долара в световен мащаб.

### Мнението на критиците
На Rotten Tomatoes филмът има одобрение от 77% въз основа на 300 отзива със средна оценка 6,75 / 10. Критичният консенсус на сайта гласи: „Замръзналото кралство 2 не може съвсем да повтори шоуто на предшественика си, но си остава ослепително приключение в неизвестното.“